# Cyprinodon hubbsi
Cyprinodon hubbsi är en fiskart som beskrevs av Carr, 1936. Cyprinodon hubbsi ingår i släktet Cyprinodon och familjen Cyprinodontidae. Inga underarter finns listade i Catalogue of Life.